# Nick Culkin
Nicholas James "Nick" Culkin (født 6. juli 1978 i York, North Yorkshire, England) er en engelsk fodboldmålmand, der spiller for FC United of Manchester.
Han havde i 2005 meddelt at han ville lægge støvlerne på hylden, men ændrede efter hele 5 år mening, og valgte at genoptage karrieren i 2010 i amatør klubben Radcliffe Boro.
Han er mest kendt for at have spillet for Manchester United i september 1995, dog har han kun spillet én kamp for dem, da han kom ind i overtiden i stedet for Raimond van der Gouw i en ligakamp mod Arsenal på Highbury den 22. august 1999. Han var på banen i alt i den kamp i to minutter. Han har også været lånt ud til Hull City og Livingston. I alt har en spillet 93 ligakampen, tre FA Cup-kampe og syv ligacup-kampe. Han har i alt spillet for seks klubber: York City, Manchester United, Hull City, Bristol Rovers, Livingston og Queens Park Rangers. Culkin blev nødt til at stoppe sin fodboldkarriere i 2005 på grund af en langvarig knæskade.